# Белецкий уезд
Бе́лецкий (Бе́льцкий) уе́зд (до 6 марта 1887 года — Я́сский уе́зд, до 1828 года — цинут) — административная единица в Бессарабской области (с 1873 года — Бессарабской губернии) Российской империи (1818—1917), в Молдавской Демократической Республике (1917—1918), в Королевстве Румынии (1918—1940, 1941—1944), в Молдавской ССР Союза Советских Социалистических Республик (1940—1941, 1944—1949), а также Республики Молдова (1999—2002). Уездный город —  Фалешты (до 1818 года), Бельцы (с 1818 года).

## История
Ясский уезд создан в 1818 году в составе Бессарабской области, образованной на территориях, присоединенных к России в соответствии с Бухарестским мирным договором.
В 1836 году из Ясского уезда выделяется Сорокский уезд, составляющий примерно половину территории уезда. Чуть ранее в состав Ясского уезда передана часть земель Хотинского уезда.
В 1873 году Бессарабская область получает статус губернии с сохранением прежнего административно-территориального деления.
Указом от 6 марта 1887 года Ясский уезд переименовывается в Белецкий по имени уездного города Бельцы. Практически в неизменном виде Бельцкий уезд просуществовал до ноября 1940 года. В 1938—1940 годах входил в состав цинута Прут.
В августе 1940 года, после возвращения Бессарабии в состав СССР и образования Молдавской ССР, Хотинский уезд бывшей Бессарабской губернии был передан в состав Украинской ССР. Однако уже в ноябре 1940 года граница между УССР и МССР была пересмотрена, в результате почти половина Хотинского уезда была возвращена МССР и большей частью передана в состав Бельцкого уезда.
После оккупации в 1941 году МССР и вплоть до её освобождения в 1944 году Бельцкий уезд входил в состав губернаторства Бессарабия королевства Румыния. Границы уезда были возвращены по состоянию до ноября 1940 года.
С 1944 Бельцкий уезд (границы уезда вновь были возвращены по состоянию на ноябрь 1940 года) находился в составе Молдавской ССР вплоть до упразднения уездного деления МССР 16 октября 1949 года. В составе МССР остался лишь Бельцкий район, составлявший лишь малую часть уезда. Бельцкий район ликвидирован 25 декабря 1962 года.
Во второй половине 1940-х и начале 1950-х годов на территории уезда активно действовали вооружённые организации антисоветского подполья — Чёрная армия и подпольная группа Филимона Бодиу.
В 1999 году в независимой республике Молдова была проведена административная реформа, в результате которой была образована территориальная единица «Бельцкий уезд» (Judeţul Bălţi), включившая в себя Глодянский, Рышканский, Сынжерейский и Фалештский районы Молдовы. Однако территориально уезд не полностью совпадал со «старым» Бельцким уездом. В 2002 году в Молдове была проведена очередная административная реформа, упразднившая уездное деление.
С 11 ноября 1940 года Указом Президиума Верховного Совета МССР город Бельцы отнесен к городам республиканского подчинения. В 1990-х годах категория «город республиканского подчинения» с Бельц была снята, взамен город получил статус муниципия.

## География
Белецкий уезд располагался в северо-западной части Бессарабской губернии на пространстве в 4871 квадратных вёрст (5543 км2).
Местность, приподнятая в середине уезда, носила степной характер. Реки берут своё начало в середине, направляясь, с одной стороны, в реку Прут, с другой — в реку Реут, приток Днестра.
В южной части уезда находятся невысокие горы, самой высокой считается гора Мэгура (рум. Măgura). Высота её над уровнем моря 425 метров. От неё горные ветви направляются к Днестру и Пруту.
Более половины территории уезда (53,9 %) принадлежало частным лицам, 38,6 % находились во владении крестьянских обществ, 6,8 % во владении монастырей и 0,7 % принадлежало казне. Из земель, принадлежащих частным лицам, 72 % составляли собственность дворян, преимущественно молдавского происхождения.

## Население
По состоянию на 1888 год, численность населения (без уездного города) составляла 147 438 человек (76 186 мужчин и 71 252 женщины). 85 % жителей составляли молдаване, русские и украинцы — 8 %, евреи — 7 %.
По данным переписи 1897 года, в уезде (с городом) жили 211 448 человек, из них: молдаван 140 201, евреев 27 252, украинцев 24 067, русских 14 106, немцев 2145.

## Административное деление

### Российская империя (до 1918 года)
В 1891 году в Белецком уезде имелось 539 населенных пунктов, в том числе 204 селения и 3 местечка (Рышкановка, Скуляны и Фалешты).
По состоянию на 1886 год Белецкий уезд состоял из 10 волостей:
| Волость | Волость                       | Волостной центр  | Численность населения |
| 01      | Болотинская волость           | Болотино         | 11 603                |
| 02      | Бельцко-Слободзейская волость | Бельцы-Слободзея | 12 519                |
| 03      | Гиличенская волость           | Гиличены         | 12 075                |
| 04      | Глодянская волость            | Глодяны          | 6 772                 |
| 05      | Забричанская волость          | Забричаны        | 11 210                |
| 06      | Копачанская волость           | Рышкановка       | 11 240                |
| 07      | Корнештская волость           | Корнешты         | 11 249                |
| 08      | Скулянская волость            | Скуляны          | 8 642                 |
| 09      | Унгенская волость             | Унгены           | 7 772                 |
| 10      | Фалештская волость            | Фалешты          | 7 833                 |

В последующем в справочниках указывалось то же количество волостей, но Гиличанская волость получает название Кишкаренской (волостной центр — Кишкарены).
В уезде имелось четыре стана, управлявшихся становым приставом:
- 1 стан — Бельцы
- 2 стан — Рышкановка
- 3 стан — Фалешты
- 4 стан — Унгены

### Румынский период (1918—1940 и 1941—1944 годы)
В 1930 году территория Бельцкого уезда (жудеца) была разделена на три пласы: Рышканы, Слободзея-Бельцы и Фалешты. Позже пласа Слободзея-Бельцы была расформирована и вместо неё были образованы четыре новые пласы: Бельцы, Глодяны, Корнешты и Сынжерея.
В 1941 году административное деление было практически восстановлено: были образованы пять плас — Бельцы, Глодяны, Корнешты, Рышканы и Фалешты, а также в отдельные административные единицы выделены город Фалешты (Orașul Fălești) и муниципий Бельцы (Municipiul Bălți).

### Советский период (1940—1941 и 1944—1991 годы)
11 ноября 1940 года территория Бельцкого уезда была разделена на 14 районов: Бельцкий, Болотинский, Братушанский, Бричанский, Глодянский, Единецкий, Кишкаренский, Корнештский, Липканский, Рышканский, Скулянский, Сынжерейский, Унгенский и Фалештский.
16 октября 1949 года уездное деление Молдавской ССР было ликвидировано, все районы перешли в непосредственное республиканское подчинение.

### Независимая Молдавия (с 1991 года)
В 1999 году в Молдавии была проведена административная реформа, в результате которой Глодянский, Рышканский, Сынжерейский и Фалештский районы были объединены в Бельцкий уезд (жудец). Как можно увидеть, территория этого жудеца гораздо меньше прежде существовавшего.
В 2002 году была проведена очередная реформа, отменившая уездное деление.

## Экономика
Занятием жителей, главным образом, служит обработка земли и её произведений, также скотоводство и пчеловодство.
Табачных плантаций 186, на пространстве 43 десятины 1400 кв. саженей; количество собираемого с них табака — около 700 пудов.
Фруктовых садов 7778 на пространстве 4101 десятина. Виноградных садов 123; на них приготовляется ежегодно свыше 300 000 ведер виноградного вина.
Пчеловодных пасек 445 с 10 700 ульями, доставляющими до 750 пудов меда и 930 пудов воска.
Мукомольных мельниц: 27 паровых, 85 водяных, 57 конных и 165 ветряных.
Один винокуренный завод, выкуривающий до 2800000 ведер спирта, 4 винных склада и 241 заведение для распивочной продажи вина.
В уезде 6 известковых и алебастровых заводов, с общим производством на 400 руб., кирпичных и черепичных — 28, с производством на 1400 р.; 32 маслобойни, вырабатывающие на 2550 руб., и 2 свечных завода, с производством на 2800 руб.
Скота в уезде, без уездного города: лошадей — 39073 (по переписи 1882 г.), рогатого скота — 53 064, овец и коз 182 776 голов.
В Белецком уезде встречается улучшенная бессарабская (нечто среднее между венгерской и донской породами) лошадь с большой, сухой головой, тонкой, прямой шеей, на тонких сухих ногах, с небольшими, но крепкими копытами. Конских заводов в уезде 9; в двух из них заводских маток более 50.
В уезде 111 православных церквей, 38 училищ (3 двухклассных, 11 одноклассных образцовых, 8 прочих одноклассных и 16 церковно-приходских). Больниц 3, с 73 кроватями. Огородов и баштанов (в 1889 г.) 476, занимавших пространство в 379 десятин 600 кв. саженей.